# Smolnitsa (Estland)
Koordinaten: 59° 1′ N, 27° 36′ O
Smolnitsa ist ein Dorf (estnisch küla) in der Landgemeinde Alutaguse (bis 2017 Alajõe). Es liegt im Kreis Ida-Viru (Ost-Wierland) im Nordosten Estlands.

## Beschreibung und Geschichte
Das Dorf hat heute nur noch 5 Einwohner (Stand 2011). Es liegt direkt am Nordufer des Peipussees (Peipsi järv).
Um das Dorf liegt das Landschaftsschutzgebiet Smolnitsa (Smolnitsa maastikukaitseala). Es dient vor allem dem Schutz der Sanddünen, die sich von Smolnitsa bis fast nach Vasknarva erstrecken.
Im Gegensatz zu den übrigen Dörfern der Umgebung entstand das Dorf erst spät. Erstmals wurde es Ende des 18. Jahrhunderts auf den Landkarten des deutschbaltischen Kartographen Ludwig August Mellin verzeichnet.